# Ferdinand Marschall
Ferdinand Marschall (Temesvár, 1924. február 19. – 2006. november 14.) osztrák nemzetközi labdarúgó-játékvezető.

## Pályafutása

### Labdarúgóként
Fiatalabb éveiben sokat asztaliteniszezett, kézilabdázott, síelt és futballozott. A felső-ausztriai SV. St. Martin klub csapatában kezdett igazoltan játszani. 24 éves korában súlyos izomsérülést szenvedett, ami véget vetett játékos pályafutásának.

### Nemzeti játékvezetés
A játékvezetői vizsgát 1948-ban tette le. A küldési gyakorlat szerint rendszeres partbírói tevékenységet is végzett. 1953-ban lett az I. Liga játékvezetője. A nemzeti játékvezetéstől 1974-ben vonult vissza.

### Nemzetközi játékvezetés
Az Osztrák labdarúgó-szövetség Játékvezető Bizottsága (JB) terjesztette fel nemzetközi játékvezetőnek, a Nemzetközi Labdarúgó-szövetség (FIFA) 1967-től tartotta nyilván bírói keretében. A FIFA JB központi nyelvei közül a németet és a franciát beszélte. Az osztrák nemzetközi játékvezetők rangsorában, a világbajnokság-Európa-bajnokság sorrendjében többedmagával a 7. helyet foglalja el 8 találkozó szolgálatával. Az aktív nemzetközi játékvezetéstől 1972-ben búcsúzott. 1970-ig mintegy 75 nemzetközi találkozót vezetett, amiből 7 "A" és 2 "B" besorolású nemzetek közötti válogatott mérkőzés volt. Válogatott mérkőzéseinek száma: 13.

#### Labdarúgó-világbajnokság
A világbajnoki döntőhöz vezető úton Mexikóba a IX., az 1970-es labdarúgó-világbajnokságra a FIFA JB játékvezetőként alkalmazta. Világbajnokságokon vezetett mérkőzéseinek száma: 1.

##### 1970-es labdarúgó-világbajnokság

###### Selejtező mérkőzés
| Időpont            | Helyszín                       | Mérkőzés típusa           | Mérkőzés                  | Eredmény | Nézők száma |
| ------------------ | ------------------------------ | ------------------------- | ------------------------- | -------- | ----------- |
| 1968. október 27.  | Crvene Zvezde Stadion, Belgrád | előselejtező (6. csoport) | Jugoszlávia–Spanyolország | 0 : 0    | 23 963      |
| 1969. november 16. | Sami Yen Stadion, Isztambul    | előselejtező (4. csoport) | Törökország–Szovjetunió   | 1 : 3    | 29 642      |
| 1969. december 4.  | Nemzeti Stadion, Tel-Aviv      | rájátszás (első mérkőzés) | Izrael–Ausztrália         | 1 – 0    |             |
| 1969. december 14. | Központi Stadion, Sydney       | rájátszás (2. mérkőzés)   | Ausztrália–Izrael         | 1 – 1    |             |

###### Világbajnoki mérkőzés
| Időpont          | Helyszín                     | Mérkőzés típusa              | Mérkőzés         | Eredmény | Nézők száma |
| ---------------- | ---------------------------- | ---------------------------- | ---------------- | -------- | ----------- |
| 1970. június 10. | Jalisco Stadion, Guadalajara | csoportmérkőzés (3. csoport) | Brazília–Románia | 3 : 2    | 50 804      |

#### Labdarúgó-Európa-bajnokság
Az európai-labdarúgó torna döntőjéhez vezető úton Olaszországba a III., az 1968-as labdarúgó-Európa-bajnokságra és Belgiumba a IV., az 1972-es labdarúgó-Európa-bajnokságra az UEFA JB játékvezetőként foglalkoztatta. 1972-ben a 4. labdarúgó-Európa-bajnokság döntőjét, első osztrákként vezethette.

##### 1968-as labdarúgó-Európa-bajnokság

###### Selejtező mérkőzés
| Időpont              | Helyszín                       | Mérkőzés típusa           | Mérkőzés                    | Eredmény | Nézők száma |
| -------------------- | ------------------------------ | ------------------------- | --------------------------- | -------- | ----------- |
| 1967. szeptember 17. | Dziesieciolecia Stadion, Varsó | előselejtező (7. csoport) | Lengyelország–Franciaország | 1 : 4    | 70 000      |
| 1967. december 17.   | Qemal Stafa Stadion, Tirana    | előselejtező (4. csoport) | Albánia–NSZK                | 0 : 0    | 21 889      |

##### 1972-es labdarúgó-Európa-bajnokság

###### Selejtező mérkőzés
| Időpont           | Helyszín                       | Mérkőzés típusa           | Mérkőzés           | Eredmény | Nézők száma |
| ----------------- | ------------------------------ | ------------------------- | ------------------ | -------- | ----------- |
| 1971. február 3.  | Empire Stadion, Gżira          | előselejtező (3. csoport) | Málta–Anglia       | 0 : 1    | 29 751      |
| 1971. október 10. | Dziesięciolecia Stadion, Varsó | előselejtező (8. csoport) | Lengyelország–NSZK | 1 : 3    | 90 000      |

###### Európa-bajnoki mérkőzés
| Időpont          | Helyszín                 | Mérkőzés típusa | Mérkőzés          | Eredmény | Nézők száma |
| ---------------- | ------------------------ | --------------- | ----------------- | -------- | ----------- |
| 1972. június 18. | Heysel Stadion, Brüsszel | döntő           | NSZK– Szovjetunió | 3 : 0    | 43 437      |

#### A magyar labdarúgó-válogatott mérkőzései (1902–1929)
| Időpont             | Helyszín                      | Mérkőzés típusa          | Mérkőzés                 | Eredmény | Nézők száma |
| ------------------- | ----------------------------- | ------------------------ | ------------------------ | -------- | ----------- |
| 1970. április 12.   | Hadsereg Stadion, Belgrád     | 442. válogatott mérkőzés | Jugoszlávia–Magyarország | 2 : 2    | 5 865       |
| 1970. szeptember 9. | Städtisches Stadion, Nürnberg | 445. válogatott mérkőzés | NSZK–Magyarország        | 3 : 1    | 54 140      |

#### Mérkőzései az NBI-ben
| Időpont              | Helyszín             | Mérkőzés      | Eredmény | Nézők száma |
| -------------------- | -------------------- | ------------- | -------- | ----------- |
| 1963. szeptember 29. | Népstadion, Budapest | Honvéd–Újpest | 2 : 1    | 20 000      |
| 1967. április 16.    | Népstadion, Budapest | Újpest–FTC    | 0 : 3    | 70 000      |

## Sportvezetőként
1981–1996 között az Osztrák Labdarúgó-szövetség Játékvezető Bizottságának elnöke volt.

## Szakmai sikerek
1978-ban a nemzetközi játékvezetés hírnevének erősítése, hazájában 10 éve a legmagasabb Ligában (osztályban) folyamatosan tevékenykedő, eredményes pályafutása elismeréseként, a FIFA JB felterjesztésére az 1965-ben alapított International Referee Special Award címmel és oklevéllel tüntette ki.